# Brandstodsbolagets hus

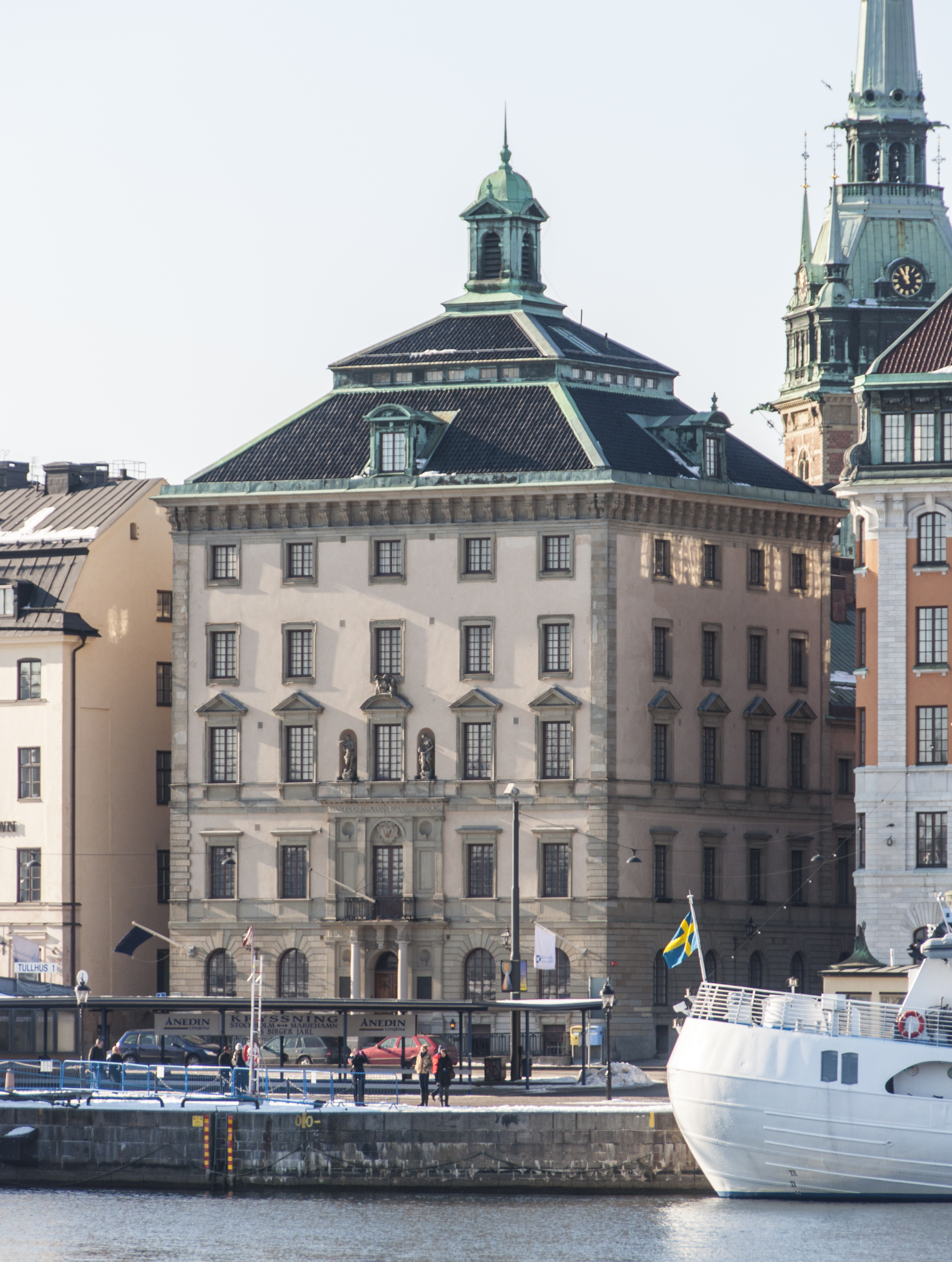
Brandstodsbolagets hus 2013

Brandstodsbolagets hus är en representativ kontorsfastighet i kvarteret Bacchus 1 på Skeppsbron 20 i Gamla stan i centrala Stockholm från 1901. Huset är ritat av arkitekt Isak Gustav Clason och uppfördes ursprungligen för Städernas allmänna brandstodsbolag som köpte tomterna i kvarteret 1898 för att uppföra nya kontorshus. 

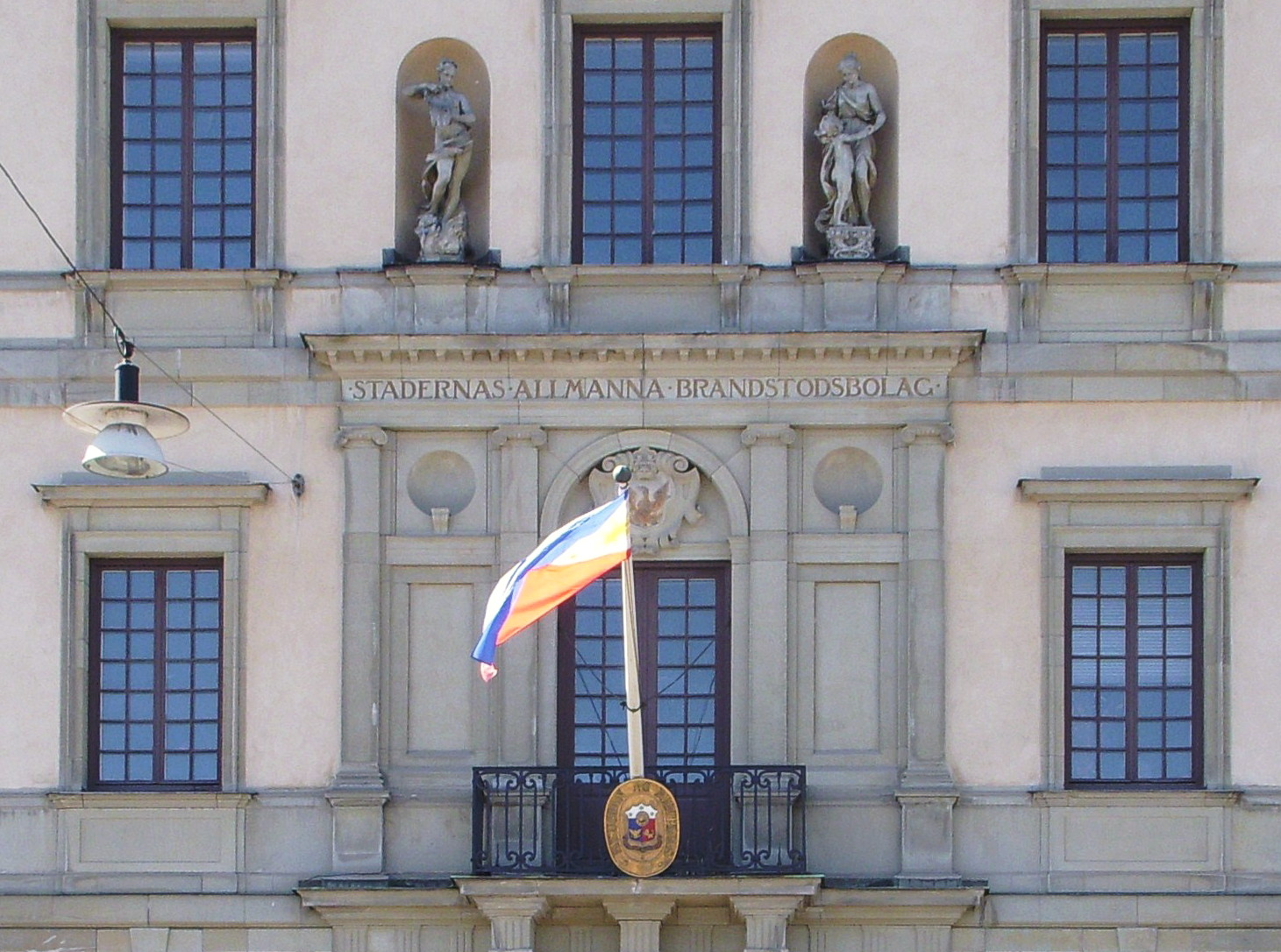
Inskription

På tomten närmast Skeppsbron fanns ett äldre bostadshus från 1674 ritat av Nicodemus Tessin den äldre till sig själv. Huset, som kallades Tottieska huset efter familjen Tottie och deras firma Tottie & Arfwerdson, revs med den övriga bebyggelsen 1901.
Ursprungligen skulle Clason bara rita fasaden mot Skeppsbron men uppdraget utvidgades till att omfatta hela byggnaden. Clason lät sig inspireras av Tessin när han utformade det nya huset som bär tydliga likheter med den tunga, regelbundna och slutna arkitekturen som präglade den karolinska tiden. När huset stod färdigt 1901 kom det att förändra Skeppsbron; aldrig tidigare hade ett sådant högt hus byggts längs Skeppsbron. Skalan rönte kritik – särskilt det höga pyramidformade säteritaket – men stöddes av bland andra Ragnar Östberg.
Huset ägs idag av Vasakronan och bland hyresgästerna finns bland annat Rumänska kulturinstitutet. Filippinernas ambassad låg i huset från 1982 till 2012.